# Unione di Centro (1993)
Die Unione di Centro (UdC; deutsch Union des Zentrums) war eine liberale Kleinpartei der rechten Mitte in Italien, die von 1993 bis 1998 bestand.

## Geschichte

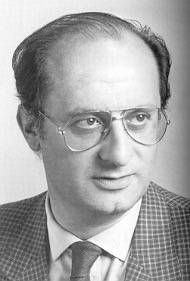
Parteivorsitzender Raffaele Costa

Die UdC wurde am 27. Mai 1993 von Raffaele Costa und Alfredo Biondi zusammen mit weiteren prominenten Mitgliedern der Partito Liberale Italiano (PLI) gegründet. Costa war kurz zuvor zum PLI-Vorsitzenden gewählt worden. Sie distanzierten sich so vom bisherigen PLI-Vorsitzenden Renato Altissimo, der in den Korruptionsskandal Tangentopoli verwickelt war, und wollten zugleich die Partei für weitere Kräfte des Mitte-rechts-Spektrums öffnen.
Bei den Parlamentswahlen 1994 war die UdC Teil der von Silvio Berlusconi geführten Mitte-rechts-Wahlbündnisse Polo delle Libertà (in Norditalien) und Polo del Buon Governo (im Süden), wodurch sie vier Sitze in der Camera dei deputati und fünf im Senat errang. Die Parlamentarier der UdC saßen in der Forza-Italia-Fraktion. Costa wurde Gesundheitsminister und Biondi Justizminister im Kabinett Berlusconi I. Bei den Wahlen 1996 nahmen UdC-Kandidaten auf Listen der Forza Italia teil.
Die wichtigsten Mitglieder der UdC, darunter Costa und Biondi, traten 1998 zu Berlusconis Partei Forza Italia über. Anschließend wandelte sich die UdC von einer Partei in eine politische Vereinigung mit dem Namen Unione Liberale di Centro um. Biondi und Costa gründeten 2002/2003 die Strömung Liberalismo popolare - Casa del Cittadino innerhalb der Forza Italia.